# Maestro de Becerril

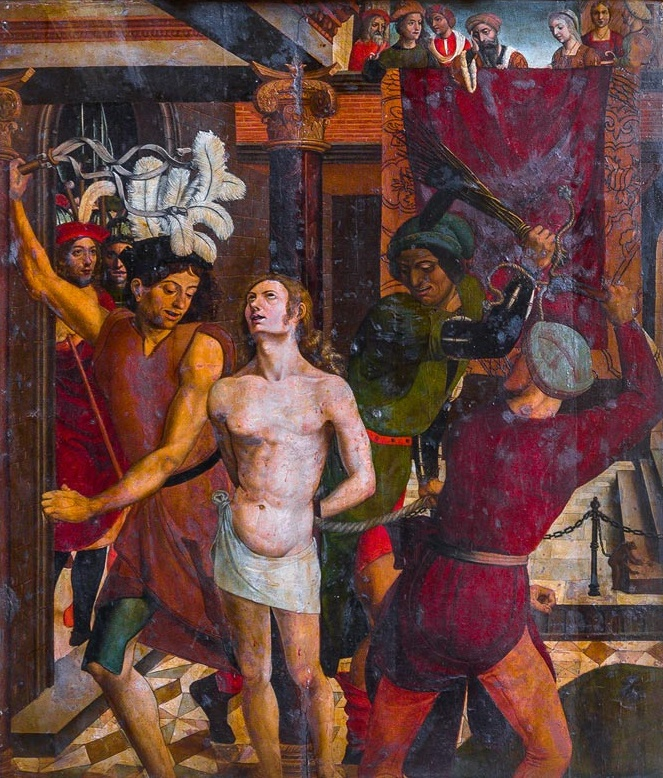
Flagelación de san Pelayo, Málaga, Catedral, capilla del Sagrado Corazón.

Maestro de Becerril es el nombre convencional por el que se conoce a un taller o maestro anónimo renacentista activo en Tierra de Campos en la tercera y cuarta décadas del siglo XVI. Debe su nombre a las tablas de un antiguo retablo dedicado a san Pelayo procedentes de la localidad palentina de Becerril de Campos, ensambladas, al desmantelarse el primitivo retablo, en un altar barroco del siglo XVIII adquirido hacia 1940 por la catedral de Málaga, donde actualmente se conservan.

## Actividad artística y obras
No han gozado de consenso los intentos de identificación del maestro anónimo con Juan González de Becerril, casado con una hija de Pedro Berruguete, según propuso Diego Angulo Íñiguez, o con un supuesto hijo de Juan de Flandes, según Post, propuestas que en todo caso revelan la fuerte influencia de ambos artistas sobre quien sería el más destacado pintor del primer Renacimiento en tierras palentinas. Caracterizan su obra los fondos de paisaje, en los que se advierte la influencia preponderante de Juan de Flandes pero también la utilización de estampas centroeuropeas, y la introducción de elementos arquitectónicos renacentistas tomados de estampas de Giovanni Antonio da Brescia y Marcantonio Raimondi, entre otros. La profusa ornamentación plateresca o a candelieri de sus arquitecturas pintadas, en las que entre tallos vegetales se intercalan trofeos militares, cartelas, figuras infantiles y seres de naturaleza híbrida, cumple, por otra parte, la doble función de adornar y ayudar a la comprensión del significado de la escena principal, completándolo. Esto último es particularmente notable en una tabla como la que representa a Pelayo en el palacio de Abderramán III y en presencia del emir, dejado en rehén en sustitución de su tío el obispo Hermogio de Tuy. La decoración en relieves fingidos de los tímpanos y muros del amplio salón es, como advirtiera Diego Angulo, un «comentario pagano» al motivo religioso.
En el tímpano central de la pared del fondo, a los lados de una figura femenina desnuda alzando un puñal, se encuentran representadas Leda sentada con el cisne y una figura de la que no se descubre el sexo con un perro. La figura femenina en pie fue ya interpretada por Angulo como la romana Lucrecia, modelo de castidad para Giovanni Boccaccio, Juan de Mena, Diego de San Pedro y muchos otros, pues por preservar su fama tras haber sido violada por Tarquino se quitó la vida, en clara alusión a la violencia sufrida por el niño Pelayo, su resistencia y su martirio. Tampoco ofrece dificultad la interpretación de la figura de Leda, en la que se concretan los amores deshonestos que encuentran cobijo en el palacio del emir, en tanto homosexualidad y bestialismo se interpretaban como manifestaciones indistintas del mismo abominable pecado contra naturam. Mayor problema ofrece la interpretación del grupo de la derecha. La figura del personaje joven que acaricia a un perro para Angulo representaría a Céfalo con Lélapos, «lamentando las trágicas consecuencias de los celos de Procris», o alguna fábula no identificada que abundase en el mismo motivo de los amores antinaturales, en tanto para Ana Ávila, siguiendo a Camón Aznar, se trataría de la casta Diana, aunque a su interpretación podría ayudar la inscripción que se encuentra en el friso que corre por debajo del tímpano, en la que se lee «pasiphe minerv». Pasífae, madre del Minotauro, pertenece al mismo género de amores bestiales en el que se inscribe Leda y su asociación con Minerva, aunque no se encuentre en ninguno de los mitos clásicos, no debía resultar extraña en España, donde Fernando de Rojas preguntaba en la Tragicomedia de Calisto y Melibea: «¿No has leído de Pasife con el toro, de Minerva con el can?» (I, 38,10), y Cristóbal de Villalón en El Scholástico, inspirándose probablemente en el anterior, escribía:

Pues si viniese con ellas a descendir en particular, contaros hía hazañas [y] inçestos abominables. Ni penséis que començaría por Pasiphe, que tuvo açeso con el toro, ni por Minerva, que se juntó con el can, ni por la otra que se llegó al ximio, más discantaríamos la vida de aquella Semiramis, notable muger, la qual entre sus milagros os puedo contar lo que escribe della Trogo Pompeo, famoso historiador.

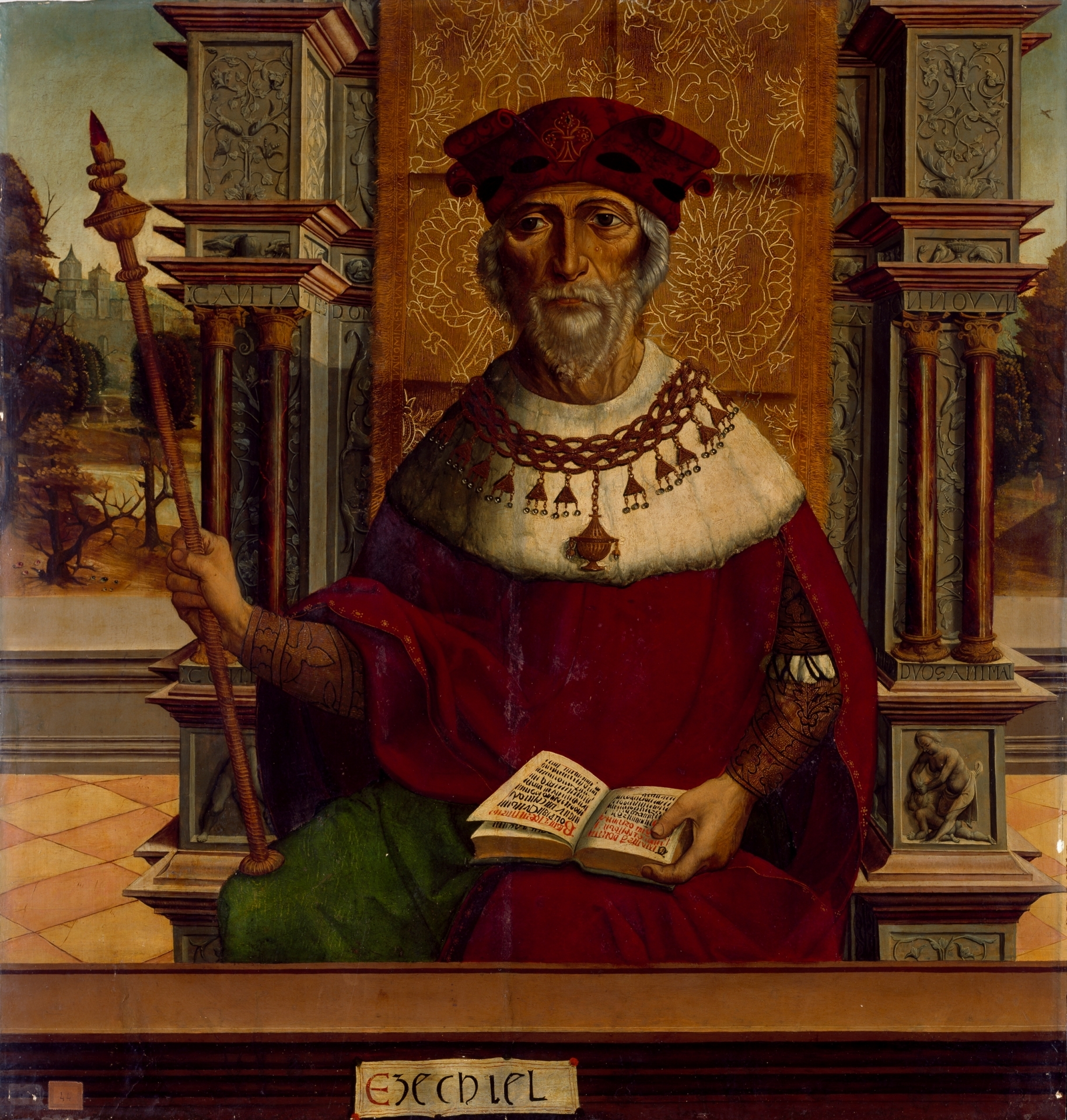
Ezequiel, óleo sobre tabla, 90,7 x 87,5 cm, Madrid, Museo del Prado.

Al mismo maestro del retablo de san Pelayo de Becerril de Campos corresponden el Descendimiento y el Santo Entierro del Museo Diocesano de Palencia, procedentes de la iglesia parroquial de San Andrés de Carrión de los Condes, y Salomón, Ezequiel, Isaías y David, tablas del banco de un retablo que fueron de la colección Adanero, adquiridas por el Museo del Prado en 2008. La influencia de Juan de Flandes, particularmente evidente en el Santo Entierro, muy próximo en algunos detalles al pintado por el flamenco para el retablo mayor de la catedral de San Antolín de Palencia, conjuga bien con la utilización de una estampa de Altobello para la decoración a base de putti o amorcillos con función mortuoria del sarcófago en el que va a ser depositado el cuerpo de Cristo, o con el empleo de una estampa de la serie del Apocalipsis de Alberto Durero para la Jerusalén del Descendimiento. En la disposición ante un petril de los patriarcas veterotestamentarios del Museo del Prado, el esquema compositivo parece tomado de Berruguete, pero el maestro anónimo abandona los fondos dorados del pintor de Paredes de Nava para sustituirlos por paisajes de raigambre flamenca y en sus tronos la característica labor ornamental a candelieri incorpora también motivos figurativos italianizantes, así en los fingidos relieves de los plintos que soportan las columnas laterales del trono de Ezequiel, en los que aparecen representados a la derecha Sansón y Dalila y a la izquierda David con la cabeza de Goliat según una estampa basada en una composición de Rafael atribuida a Marcantonio Raimondi, de la que también se sirvió Juan Soreda para la figura del verdugo con la cabeza del santo en la tabla de la Decapitación de san Pelayo del retablo de Olivares de Duero.
A una fecha más avanzada, mediada la década de 1530, y ampliando el marco geográfico de su actividad inicial, corresponderían los atribuidos retablos de Ventosa de la Cuesta e Íscar, localidades del sur de la actual provincia de Valladolid pertenecientes en su momento a las diócesis de Ávila y Segovia respectivamente. El maestro o su círculo, conservando algunos de los rasgos característicos de sus tipos humanos, se distancia en estos retablos de los modelos de Berruguete y de Juan de Flandes a la vez que acentúa las influencias renacentistas en la órbita rafaelesca, por la recurrente utilización de estampas de Marcantonio Raimondi, señalada por Irene Fiz Fuertes en alguna de las tablas del retablo de San Miguel de Ventosa de la Cuesta, así como se ve reforzada la deuda con Alberto Durero y Martin Schongauer, apuntada por Collar de Cáceres en los fondos paisajísticos del retablo de Íscar, en los que también son muy notables los elementos arquitectónicos renacentistas y la ornamentación a candelieri de frisos y pilastras.